# Niklas Ingemann
Niklas Ingemann (født 11. maj 1990 i Birkerød) er en dansk skuespiller.
Han spillede Leslie i Bølle Bob og Smukke Sally, som er Bølle Bobs bedste ven.

## Filmografi
- Af banen! (2005)[2]
- Bølle Bob og Smukke Sally (2005)[2]

### Tegnefilmsdubbing
- Cirkeline - Storbyens Mus (1998)[3]
- Cirkeline - ost og kærlighed (stemme, 2000)[2]